# سائو
سائو (به استونیایی: Saue) یکی از شهرهای کشور استونی است.
این شهر در سال ۲۰۱۱ میلادی ۵٬۵۱۴ نفر جمعیت داشته است.

## نگارخانه

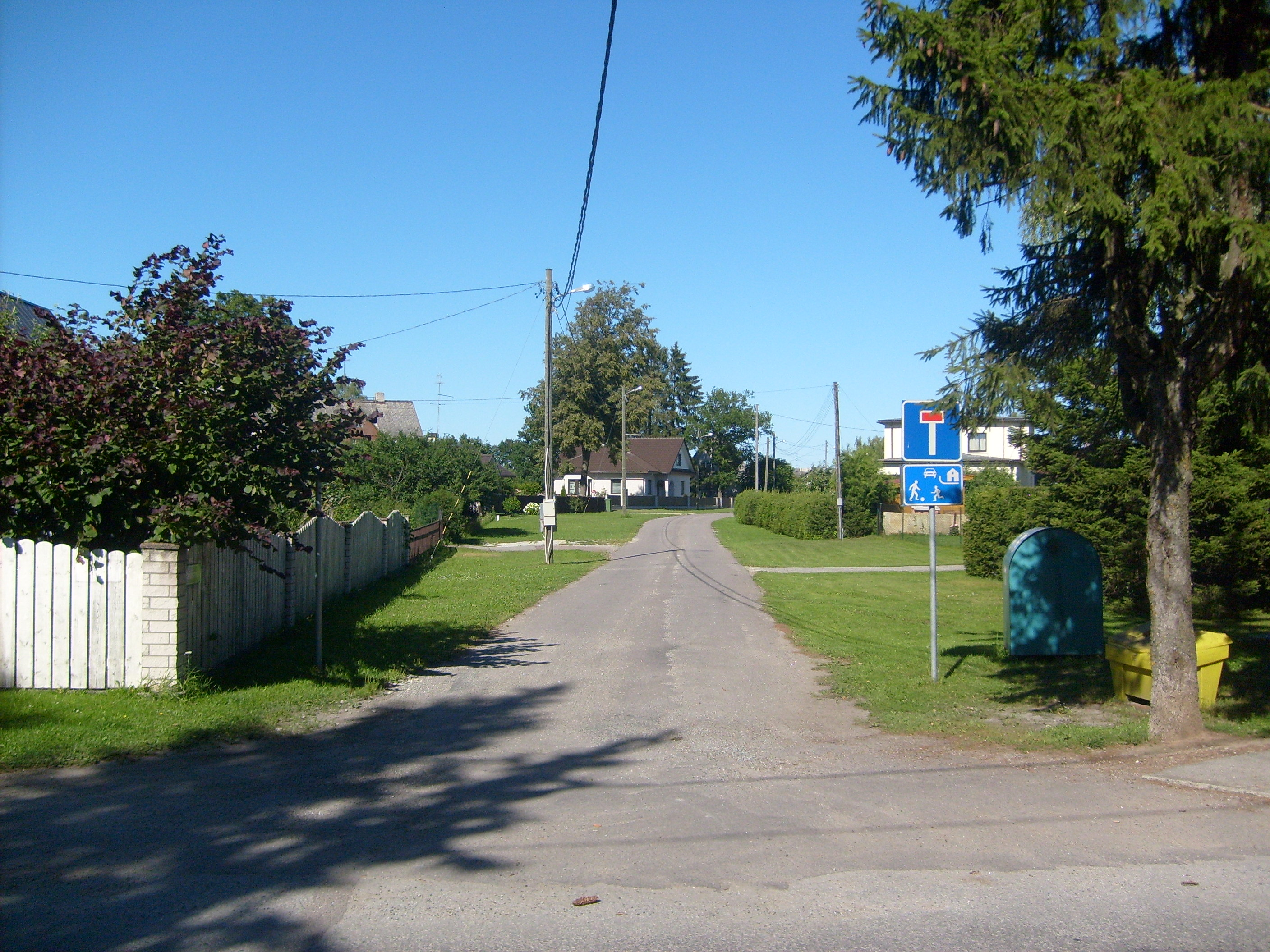
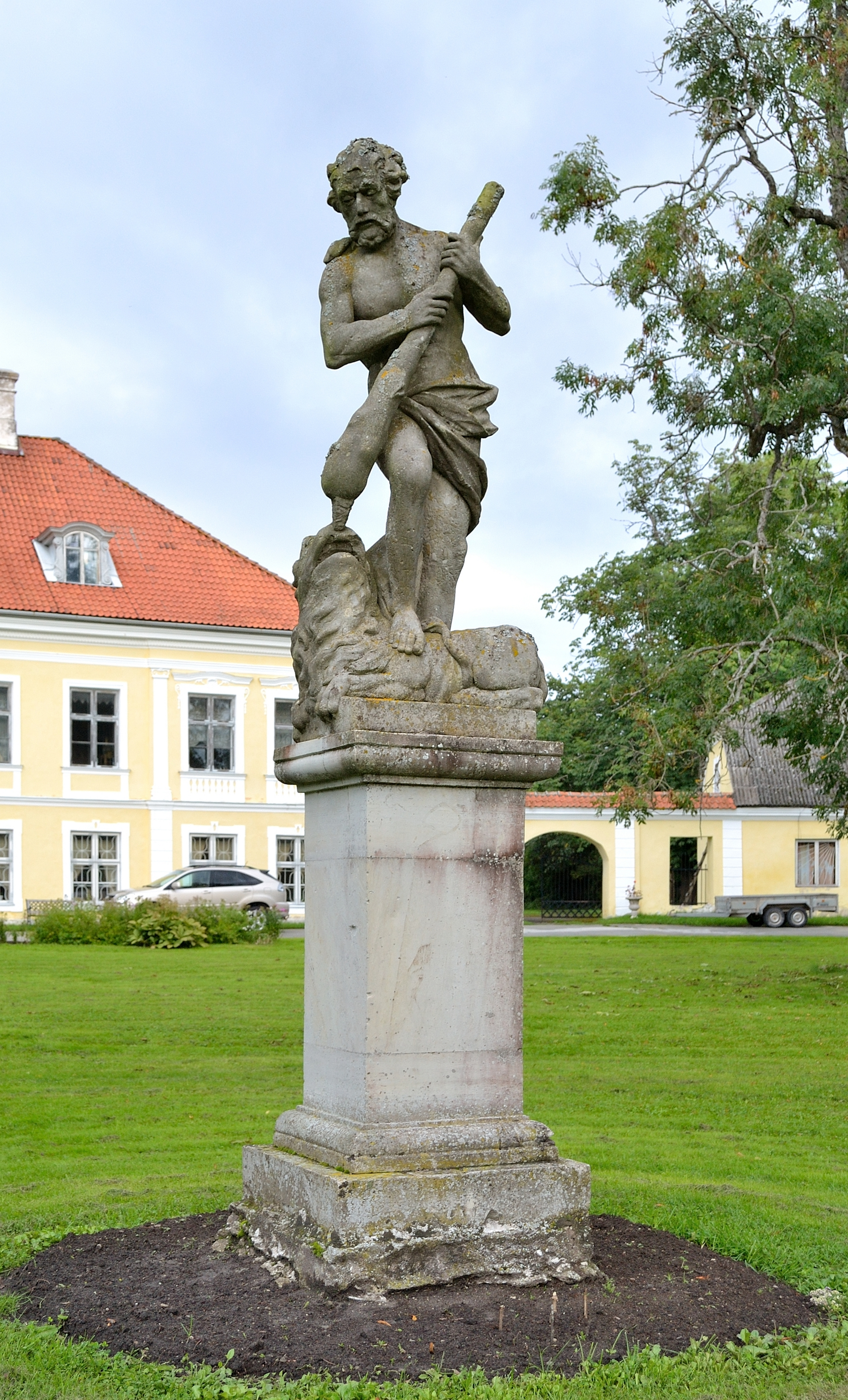
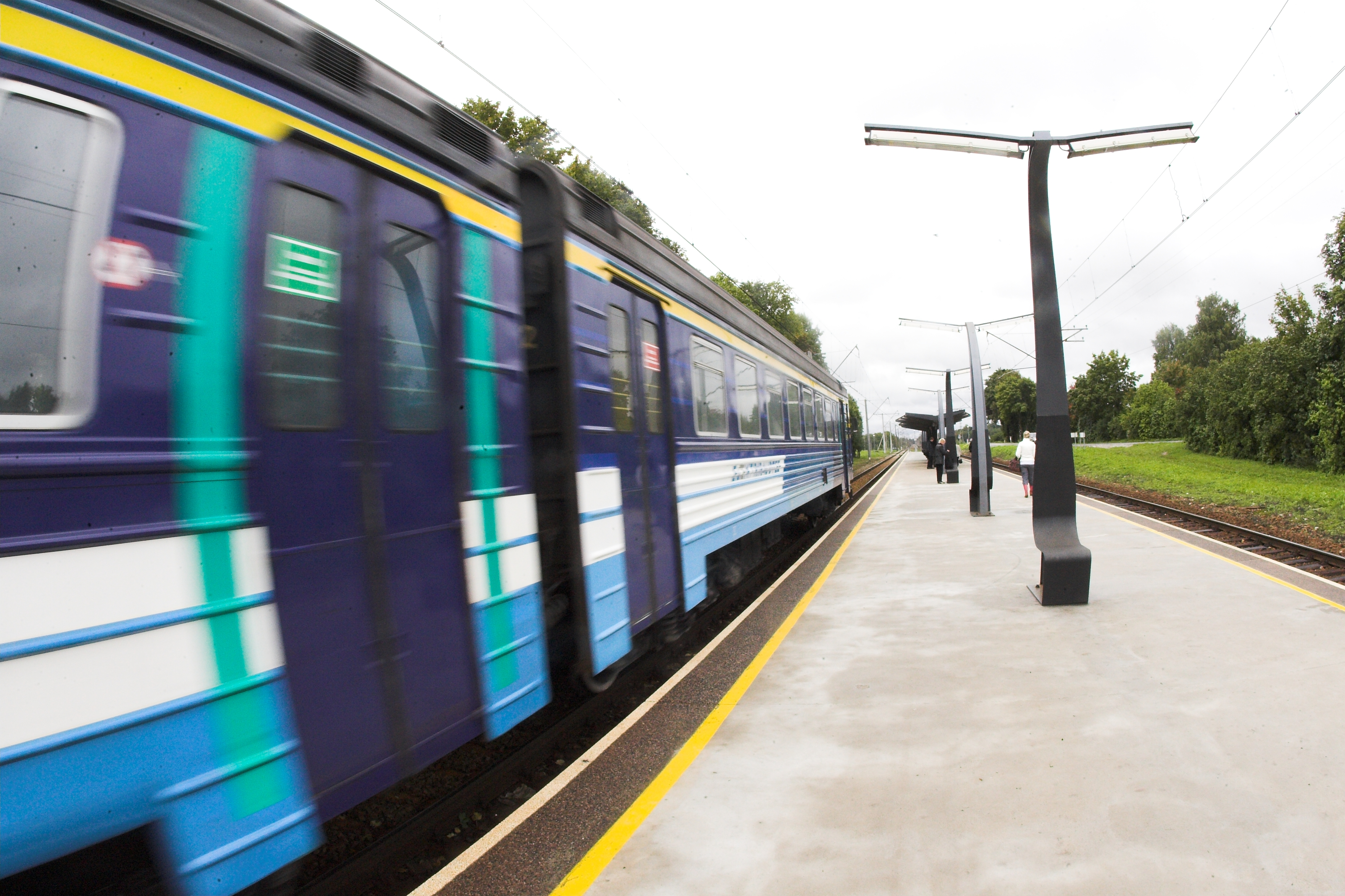
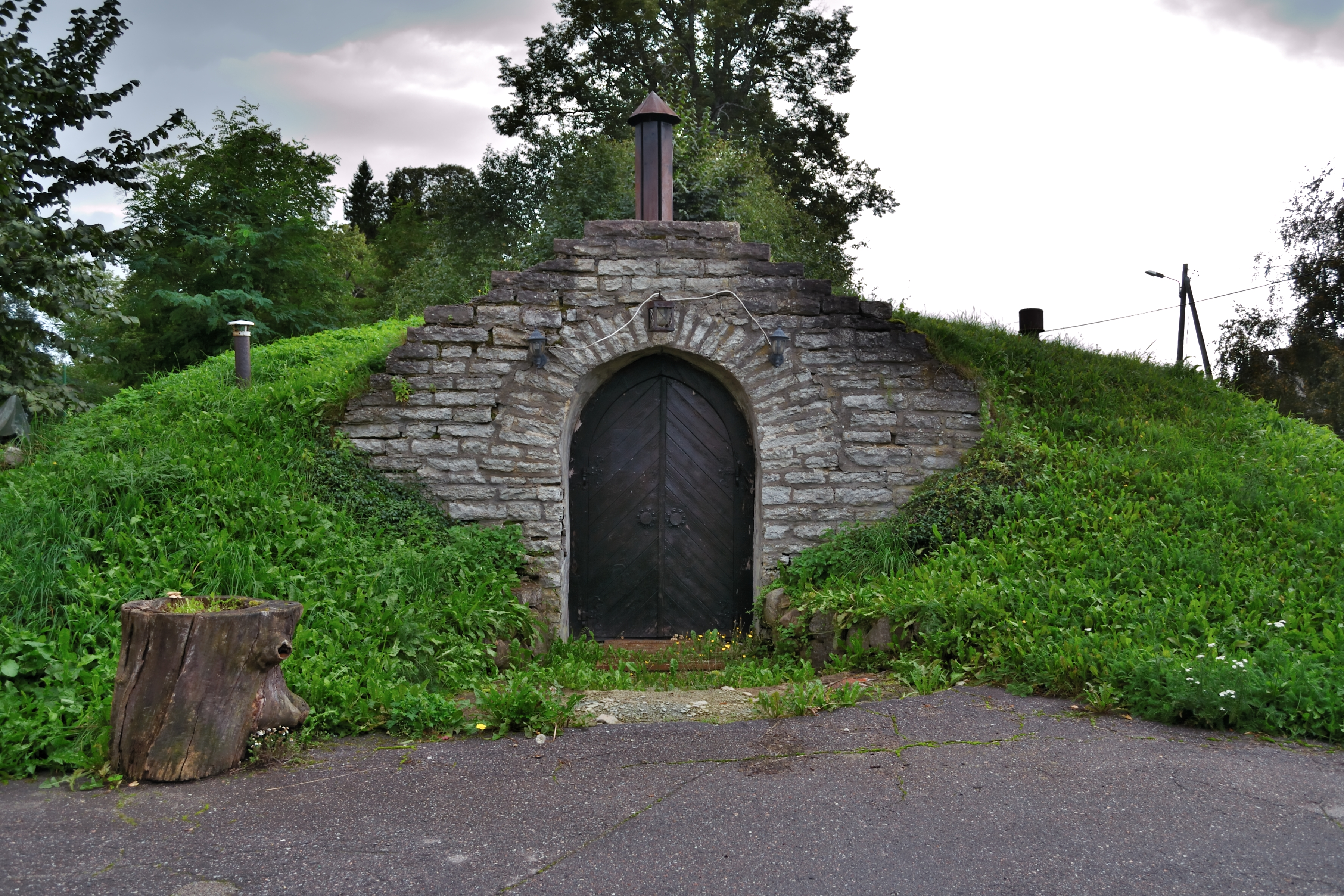